# Conseil de l'oblast de Khmelnytskyï
8e
Le Conseil de l'oblast de Khmelnytskyï est une assemblée élue de l'oblast de Khmelnytskyï. Elle possède 64 membres. Elle ne possède pas d'initiative législative. La durée de chaque législature est de cinq ans.

## Composition
| Législature | Élection        | Composition | Composition                                                                               | Président           |
| ----------- | --------------- | ----------- | ----------------------------------------------------------------------------------------- | ------------------- |
| 7e          | 25 octobre 2015 |             | Composition : - ZKS (19) - BBP (17) - APU (11) - VOB (11) - VOS (10) - OS (8) - RPOL (8)  | Mykhailo Zahorodnyi |
| 8e          | 25 octobre 2020 |             | Composition : - KS (13) - ZM (en) (13) - SN (10) - ZKS (10) - ES (7) - VOB (7) - RPOL (4) | Violeta Labaziuk    |